# Якісні методи (соціологія)
Якісні методи соціологічних досліджень використовуються для виявлення мотиваційних аспектів поведінки респондентів, персональних очікувань, уявлень, цінностей і т. ін. На відміну від кількісних методів, що ґрунтуються на статистичних процедурах, якісні дослідження носять нестандартизований характер. Вони направлені на вивчення широкого спектра проявів об’єкта і відстежують не його кількісні закономірності, а орієнтуються на розкриття причинно-наслідкових зв’язків. Одна з переваг методу – надання можливості респондентам вільно висловлюватися, що сприяє розкриттю їх внутрішніх цінностей та переживань, стимулює їх креативний потенціал.
Найчастіше якісні методи використовуються для вирішення таких завдань:
- Дослідження іміджу марки/кандидата, основних раціональних та емоційних складових іміджу, переваг та недоліків марки/кандидата
- Виявлення специфіки та типових моделей поведінки споживачів/електоральної поведінки
- Вивчення основних стимулів та бар’єрів до споживання марки/голосування за кандидата чи партію
- Виявлення нереалізованих потреб респондентів щодо певної ринкової категорії
- Тестування рекламних концепцій та макетів рекламних матеріалів (відеороликів, рекламних листівок, програм політичних партій і т. ін.)
- Тестування концепції нового продукту чи створення нового продукту

Раціональне макросоціологічне пізнання не дає (і не може дати) вичерпного розуміння поведінки конкретних людей, їх малих груп, колективів, локальних співтовариств і інших мікросоціумів. Справа в тому, що поведінка суб'єктів мікросоціального життя визначається не тільки не залежними від них об'єктивними соціальними законами, але і багатьма факторами, що мають суб'єктивний зміст, обставинами, що склалися під впливом мікросоціальних умов. Наприклад, у кожному соціально значимому вчинку будь-якої людини виявляються специфічні мотивування, унікальний соціальний досвід, її здібності і багато інших особливостей цього суб'єкта, що складають його «життєвий світ». Свій специфічний «життєвий світ» має кожна сім'я, товариська «тусовка», трудовий колектив, студентська група, сусідська спільність, будь-який інший локальний мікросоціум. Методи дослідження цих особливостей називаються якісними («м'якими»). Вони націлені не стільки на фіксацію кількісних параметрів досліджуваних явищ мікросоціального життя (хоча визначені кількісні виміри виробляються й у них), скільки на пізнанні тієї якості явища, що робить його соціально значимим, незважаючи на його особливість. Важливо зазначити, що проблеми мікросоціумів та індивідів вивчаються не тільки якісними, але і кількісними методами. Але в першому випадку основна увага дослідників спрямовується на з'ясування суб'єктивно-специфічних факторів життя мікросоціумів, на розуміння тих моментів, якими люди керуються у своїй діяльності, а в другому — на об'єктивних підсумках взаємодій людей, що виражаються у функціонуванні і розвитку соціальних відносин і соціальних інститутів. За допомогою кількісних методів люди вивчаються як представники різних соціальних типів, а мікросоціуми — різних соціальних структур. Якісні методи дозволяють побачити в людях їх індивідуальність, а в мікросоціумах — те, що виходить за рамки загальних характеристик соціальних структур. Тому використання якісних методів у соціології оцінюється як свідчення її гуманізації.

## Методи якісних досліджень
В останні роки в Україні і за її межами активізується діяльність учених соціогуманітарного профілю з проведення комплексних міждисциплінарних досліджень. У цьому зв'язку різко зріс їх інтерес до нетрадиційних методів аналізу соціального життя, і насамперед, до якісних методів збору, аналізу й інтерпретації соціальної інформації. Нині українські соціологи успішно засвоїли закордонний досвід застосування якісних методів і створили власні, оригінальні методичні розробки.

### Фокус-групова методика
Метод фокус-групи в останні роки отримав поширення як один з найбільш оперативних і ефективних способів збору й аналізу соціальної інформації. Помітимо, що він застосовується, як правило, у сполученні з кількісними методами, може відігравати при цьому як додаткову, так і ключову роль. Крім того, він містить у собі елементи кількісних методів (включене спостереження, правило репрезентативної вибірки тощо). Реалізація даного методу припускає формування кількох дискусійних груп (частіше — по 10-12 осіб) і проведення в них обговорення досліджуваної проблеми з метою її більш глибокого розуміння і пошуку оптимальних шляхів вирішення. Фокус уваги учасників групових дискусій при цьому зосереджується на якомусь одному, природно, важливому аспекті проблеми, а увага дослідників фокусується на з'ясуванні думок учасників з поставленого запитання, на значенні різних точок зору представників різних соціальних категорій, а також на пошуку можливих шляхів досягнення консенсусу.
Фокус-групове обговорення досліджуваної проблеми набагато продуктивніше, ніж з'ясування думок про неї методами анкетування й індивідуального інтерв'ювання. Воно переважніше в силу наступних факторів: 1.Взаємодія респондентів у фокус-групі, звичайно, стимулює більш глибокі відповіді і дає можливість з'явитися новим ідеям у ході групової дискусії. 2.Замовник дослідження може сам спостерігати за перебігом обговорення цікавлячої його проблеми й отримувати з перших рук інформацію про поведінку, установки, почуття і мову респондентів, робити власні висновки про шляхи вирішення проблеми, що отримають (чи не отримають) підтримку суспільної думки. 3.Фокус-груповий метод оперативніший і дешевший, ніж анкетування чи інтерв'ювання. Його використання дає економію не тільки тимчасових, фінансових, але і трудових витрат дослідників. 4.Цей метод дозволяє за короткий термін визначити причини виникнення обговорюваної проблеми. Наприклад, зрозуміти, чому визначений сорт того чи іншого товару не має попиту в одному регіоні, хоча в сусідніх він розкуповується добре. Якщо у фокус-груповій дискусії беруть участь споживачі цього товару, то вони зазвичай точно вказують перелік основних причин даного явища.

### ШОУ
ШОУ— абревіатура, складена з початкових букв трьох перших слів повної назви даної дослідницької методики, — швидка оцінка учасниками дискусії проблем мікросоціуму. З повного найменування цього методу випливає, що його необхідно застосовувати, по-перше, не у всіх випадках дослідницької практики, а тільки при аналізі актуальної проблематики соціальних мікрогруп (сімей, сусідських спільнот, первинного трудового колективу, пенсіонерів певного мікрорайону, багатодітних матерів села, осіб, що стоять на обліку на біржі праці тощо); по-друге, у ситуаціях, коли потрібне оперативне втручання в життєдіяльність мікросоціуму, а тому швидка оцінка його проблем; по-третє, таким чином, щоб обстежувані люди прямо і безпосередньо брали участь у виробленні наукових оцінок соціальних проблем мікрогрупи, членами яких вони є. З жалем доводиться констатувати випадки спроб застосування методу ШОУ для вивчення макросоціальних процесів, наприклад, тенденцій електоральної поведінки населення міст. Такі дослідження не можуть бути валідними, тому що метод ШОУ має інше призначення.
Не меншу помилку допускають ті дослідники, що не використовують даний метод тоді, коли саме він найбільш доречний. Відомо, що соціологічно малограмотні соціальні працівники і соціальні педагоги воліють з'ясовувати проблеми своїх клієнтів методом анкетування. Оскільки цим грішать фахівці соціогуманітарного профілю (маркетологи, менеджери, конфліктологи тощо), які тільки починають дослідницьку діяльність.

#### Компонент I
ШОУ — міждисциплінарний метод соціогуманітарних наук. Найбільший ефект він дає за умови включення в дослідницьку групу представників різних (але суміжних) галузей знання і практичної діяльності. Конкретний склад команди, що проводить ШОУ, залежить, природно, від об'єкта, предмета, мети і завдань дослідження. Якщо, скажімо, будуть вивчатися проблеми інвалідів якогось району, то очевидна доцільність включення в дослідницьку групу соціолога, психолога, медичного терапевта, керівників районних служб соціального захисту населення. У випадках вивчення актуальних питань життєдіяльності інших груп населення дослідницькі команди будуть іншими за складом. Але в будь-яких випадках у них повинні бути соціолог і психолог. Рамки оптимальної чисельності дослідницьких груп, що працюють за методом ШОУ, як свідчить практика, коливаються у вузькій межі від 5 до 7 чоловік. При меншій і більшій чисельності евристичні потенції ШОУ помітно знижуються. Крім фахівців, у проведенні ШОУ обов'язково беруть участь представники досліджуваного мікросоціуму, причому, не випадково обрані, а спеціально відібрані дослідниками люди. Вони повинні максимально адекватніше представляти наявні в цьому мікросоціумі соціальні, вікові, статеві, професійні й інші групи, а також категорії населення, що відрізняються одна від одної за рівнем матеріального статку і невдоволення умовами життя. При дотриманні правила репрезентативності з'являється можливість підібрати таких представників мікросоціуму, які здатні виражати найбільш поширені в ньому потреби, інтереси, настрій, установки та інші важливі для вирішення дослідницьких завдань характеристики. Бажана чисельність репрезентуючої мікросоціум групи його представників обчислюється, як правило, 12-15 чоловіками. Це не виключає можливості, а іноді і необхідності, обстежувати методом ШОУ більш численні групи. При цьому, однак, слід мати на увазі, що в міру відступу чисельності реально обстежених людей від оптимальної (як у більшу, так і меншу сторони) валідність ШОУ-дослідження знижується.

#### Компонент II
Метод ШОУ припускає використання різноманітних джерел інформації. На етапі підготовки до ШОУ важливе місце займають вторинні джерела, роль яких відіграють раніше зафіксовані наукові дані, що відносяться до предмета дослідження. Мова йде про статистичні дані, наукові публікації, дисертації, доповіді, карти населених пунктів, тексти законів, розпорядження органів влади й інших документів. Аналіз інформації, що міститься в них, створює базу методу ШОУ, дозволяє уточнити його проблему і тему, сформулювати ті гіпотези, що будуть перевірятися цим методом.
Тут слід попередити читача про можливість термінологічної плутанини. Інформація, вироблена дослідниками-попередниками, звичайно, первинна для методів, які використовують ШОУ, в тому розумінні, що останні починають свою діяльність з її аналізу. Але вона називається вторинною тому, що дослідники, які працюють за методом ШОУ, використовують її вдруге, тому що первинно вона вироблена й осмислена не ними, а їх попередниками, і не на основі застосування ШОУ, а іншими методами. Джерелами первинної створюваної методом ШОУ інформації виступають, з одного боку, спостережувані дослідниками події (явища і процеси), що відбуваються в обстежуваному мікросоціумі, а з іншого боку — оцінки цих подій членами цього соціуму, їх думки, висловлювання, невербальні реакції тощо.

#### Компонент III
Практично всі дослідницькі операції ШОУ, як бачимо, мають подвійне призначення, використовуються як для збору інформації про досліджуваний мікросоціум, так і для її підсумкового аналізу. Усі вони взаємно доповнюють одна одну і найбільший ефект дають при їх комплексному застосуванні. У певних випадках можна, звичайно, обходиться меншою кількістю операцій. Але будь-яке усікання їх комплексу призводить до зменшення коефіцієнта корисної дії методики ШОУ. Інструментальний «кошик» ШОУ наповнений дуже різноманітними дослідницькими документами. Велика частина їх, природно, у незаповненому вигляді заготовлюється до початку польового етапу ШОУ. Необхідність їх оперативного доповнення в ході проведення ШОУ ускладнює техніку даного методу. Інструментарій повинен бути цілком розроблений до початку польового етапу, як правило, після завершення групової дискусії.

### «Проблемне колесо»
Дослідження з використанням даного методу найчастіше проводяться в прикордонних галузях суспільствознавства і людинознавства. «Проблемне колесо» активно застосовується в комплексних соціальних дослідженнях, у яких беруть участь соціологи, психологи, журналісти, економісти, педагоги, фахівці в галузі соціальної психології, соціальної роботи, соціальної педагогіки, інших наук про суспільство і людину.
В умовах реформ і кризового розвитку сучасної України оснащеність досліджень даним методом набуває особливого значення. Це зумовлено, насамперед, зростанням гостроти проблем, з якими зіштовхуються люди, і які стають предметом наукового аналізу. «Проблемне колесо» дозволяє з'ясувати реальні причини виникнення складнощів суспільного й особистісно-індивідуального розвитку, осмислити можливості їх вирішення, намітити заходи профілактики соціальних аномалій. За його допомогою можна виявити засоби суспільної й особистішої участі у вирішенні соціальних проблем, ранжувати проблеми з багатьох підвалин, зокрема, за ступенем важливості їх вирішення для різних соціальних суб'єктів.
Технологія методу, що характеризується, істотно залежить від того, проблеми якого соціального суб'єкта й у контексті якої наукової дисципліни вивчаються. Але в будь-якому випадку вона характеризується: по-перше, п'ятиетапністю; по-друге, багатоступеневістю, як мінімум, трьохступеневістю, тобто виявленням трьох кіл проблем досліджуваного суб'єкта; по-третє, комбінацією різних кількісних і якісних методик збору й аналізу соціальної інформації; по-четверте, викреслюванням особливих схем-картограм проблем досліджуваного соціуму.
Перший етап має попередній (підготовчий) характер. Він припускає вивчення змісту, характеру і гостроти проблем, випробовуваних досліджуваною групою людей. Ці проблеми можуть бути виявлені шляхом анкетування, телефонного, пресового, експертного чи іншого опитування, біографічного, фокус-групового чи іншого якісного методу. Підсумком першого етапу є визначення найбільш важливої й актуальної потреби досліджуваного суб'єкта, задоволення якої явно утруднене.
Другий етап складається з кількох послідовно здійснюваних дослідницьких кроків. Суть першого кроку — з'ясування і ранжування відповідей людей, що представляють досліджуваний суб'єкт, на запитання: «Чому виникла та проблема, яка є важливою, актуальною і важко розв'язуваною?». Дане завдання вирішується в одних випадках методом інтерв'ювання (як правило, напівстандартизованого) чи фокусгрупового обговорення. Результатом першого кроку виступає визначення першого кола проблем, від вирішення яких залежить задоволення раніше виявленої гострої потреби. Другий крок робиться для виявлення другого кола проблем. Для цього знову задається питання «чому», але вже щодо кожної з виявлених у першому колі причин, що осмислюються як окремі проблеми. У такий спосіб вибудовуються ареали причин — проблеми другого рівня. Третій крок встановлює третє коло проблем досліджуваного мікросоціуму, похідних від кожної проблеми другого кола. Аналогічно робляться четвертий, п'ятий і наступний кроки. При цьому проблеми попереднього рівня осмислюються основою конструювання, деталізуючих їх проблем, наступного кола. Важливо зазначити, що другий і всі наступні кроки, що складають другий етап методики «проблемне колесо», реалізуються у вигляді групової дискусії, що будується за принципом «фокус-групи» чи інших способів «мозкового штурму». Третій етап дослідження, здійснюваного за характеризованою методикою,— оцінка виявлених проблем усіх кіл у контексті реальності їх вирішення. На ньому необхідно визначити ті причини проблем кожного кола, що:
- не підвладні суб'єкту, на які він вплинути не може;
- піддаються контролю з боку соціального суб'єкта;
- повною мірою залежать від суб'єкта, на які він може вплинути вирішальним чином, змінюючи сформовану проблемну ситуацію.

Другий і третій етапи супроводжуються кресленням кожним дослідником особливої картограми — схематичного зображення кіл проблем. Оскільки це картографування робиться в ході групової дискусії, у ньому можуть виявитися різні помилки і неточності. Вони усуваються на наступній фазі дослідження. Четвертий етап покликаний вирішити два таких завдання: по-перше, розробку погодженої всіма дослідниками картограми кіл проблем; по-друге, визначення в цієї картограмі проблем, що:
а) варто прийняти як даність, що не залежить від досліджуваного суб'єкта;
б) можна і треба контролювати;
в) на який суб'єкт може впливати.
П'ятий етап — підсумкова аналітична робота дослідницької групи, розробка нею системи практичних рекомендацій з вирішення проблем обстеженого мікросоціуму.

### Інтеграція експертних оцінок
Інтеграція експертних оцінок є, по суті, сукупність прийомів перекладу кількісного аналізу цих оцінок у якісний. Тому він, з одного боку, неможливий без попереднього виявлення кількісних ознак думок експертів, з іншого боку — принципово відмінний від їх традиційно кількісної інтерпретації, а з третьої — свідчить про надуманість і некоректність тверджень, згідно з яким якісна методологія краща (чи гірша) за кількісну. Реально найкращими виявляються дослідницькі методи, що найбільшою мірою відповідають завданням дослідження. Інтегрування (узгодження, комплексування) експертних оцінок необхідно тоді, коли потрібно: 1) виробити науково обґрунтоване управлінське рішення; 2) сформулювати мініконцепцію, що пояснює нові явища і процеси, які відбуваються в досліджуваному мікросоціумі, і яка дає підставу для наступного теоретизування. Як уже відзначалося, без цього неможливо повною мірою реалізувати евристичні і практико-орієнтовані можливості фокус-групи, ШОУ і «проблемного колеса». Інакше кажучи, інтеграція оцінок експертів, будучи цілком самостійним способом якісного аналізу інформації, вплітається в інші якісні методики й у цьому розумінні виступає їх складовою.